# Джоан Д. Вінжі
Джоан Д. Вінжі (англ. Joan D. Vinge, нар. 2 квітня 1948, Балтімор, Меріленд, США) — американська письменниця у жанрі наукової фантастики.

## Біографія
Народилася 2 квітня 1948 року у місті Балтімор, Меріленд, США. Дочка Сеймура В. Деннісона (інженер) та Керол Ервін (походила з індіанського племені ері). 1971 року закінчила Університет штату Каліфорнія в Сан-Дієго, де здобула ступінь бакалавра з антропології. Після закінчення вишу, працювала археологом та піднімала затонулі судна. У 1972—1979 роках перебувала у шлюбі з Вернором Вінжі, американським письменником у жанрі наукової фантастики.
Свою письменницьку кар'єру розпочала 1974 року, опублікувавши оповідання «Олов'яний солдатик» на сторінках збірки «Орбіта 14». Перший же роман письменниці — «Вигнанці небесного пояса» — побачив світ 1978 року. Найбільш відома серією книг «Снігова королева», куди увійшли такі романи: «Снігова королева» (1980), «Кінець світу» (1984), «Королева Літа» (1991) та «Заплутаний у смутку» (2000).
Окрім письменницької діяльності, Джоан також виготовляє та продає ляльки. Ба більше, декілька разів їй довелося викладати у науково-фантастичному семінарі «Кларіон». 1980 року вийшла заміж за редактора Джеймса Френкеля, з яким має двох дітей. 1982 року Роберт Гайнлайн присвятив письменниці свій роман «Фрайді».
2 березня 2002 року Вінжі потрапила в автокатастрофу та отримала «незначне, але виснажувальне» пошкодження мозку, яке разом із фіброміалгією, призвело до того, що протягом наступних п'яти років вона не могла писати. Першою книгою після реабілітації стала новелізація фільму «Ковбої проти прибульців» (2011).

## Премії
- 1978 — Премія «Г'юго» у категорії «Найкраща повість» за «Бурштинові очі» (1977).
- 1981 — Премія «Локус» у категорії «Найкращий роман» за «Снігова королева» (1980).
- 1981 — Премія «Г'юго» у категорії «Найкращий роман» за «Снігова королева» (1980)

## Твори

### Оповідання та повісті
- 1974 — «Олов'яний солдатик» (англ. Tin Soldier)
- 1975 — «Мати і дитя» (англ. Mother and Child)
- 1976 — «Кришталеве судно» (англ. The Crystal Ship)
- 1977 — «Бурштинові очі» (англ. Eyes of Amber), лауреат премії «Г'юго» 1978 року. 1979 року вийшла однойменна збірка, яка містила шість оповідань.
- 1978 — «Вогняне судно» (англ. Fireship), номінант премії «Г'юго» 1979 року
- 1981 — «Псірен» (англ. Psiren) — повість по роману «Псіон».
- 1984 — «Попіл фенікса» (англ. Phoenix in the Ashes), через рік вийшла однойменна збірка, куди увійшло шість оповідань

### Хроніки Раю
До збірки «Хроніки небес» (1991, англ. Heaven Chronicles) ввійшли:
- 1978 — роман «Вигнанці Небесного пояса» (англ. The Outcasts of Heaven Belt), події відбуваються на поясі астероїдів, де «дефемінізовані» земні колонії протистоять «мускулінізованим»
- 1980 — повість «Спадок» (англ. Legacy)

### Снігова королева
Серія книг «Снігова королева» (англ. The Snow Queen Cycle) містить чотири романи:
- 1980 — «Снігова королева» (англ. The Snow Queen), перекладена на «мову наукової фантастики» однойменної казки Ганса Крістіана Андерсена. Роман став лауреатом премій «Локус» та «Г'юго» 1981 року
- 1984 — «Кінець світу» (англ. World's End)
- 1991 — «Королева літа» (англ. The Summer Queen), номінант премії «Г'юго» 1992 року
- 2000 — «Заплутаний у смутку» (англ. Tangled Up In Blue)

### Кіт
Дитяча книжкова серія «Кіт» (англ. Cat) про хлопця, який намагається протистояти жорнам системи. Романи «Псіон» та «Котяча лапка» 1988 вийшли в одному томі «Чужа кров» (англ. Alien Blood).
- 1982 — «Псіон» (англ. Psion), Американська бібліотечна асоціація назвала цей роман «найкращою книгою року»
- 1988 — «Котяча лапка» (англ. Catspaw),
- 1996 — «Повернення до реальності» (англ. Dreamfall)

### Романізації
Джоан Вінжі також відома романізаціями багатьох сценаріїв кінофантастики:
- 1983 — «Повернення джедая» (англ. Star Wars: Return of the Jedi), новелізація фільму «Зоряні війни: Повернення джедая».
- 1983 — «Тарзан, володар мавп» (англ. Tarzan, King of the Apes), літературна стилізація під Е. Р. Берроуза.
- 1984 — «Дюна» (англ. The Dune Storybook), новелізація фільму «Дюна»
- 1985 — «Леді-яструб» (англ. Ladyhawke), новелізація фільму «Леді-яструб»
- 1985 — «Повернення в країну Оз» (англ. Return To Oz), новелізація фільму «Повернення в країну Оз»
- 1985 — «Шалений Макс: Під куполом грому» (англ. Mad Max Beyond Thunderdome: Road Warrior II), новелізація фільму «Шалений Макс: Під куполом грому»
- 1988 — «Віллоу» (англ. Willow), новелізація фільму «Віллоу»
- 1998 — «Загублені у космосі» (англ. Lost In Space), новелізація однойменного серіалу
- 2011 — «Ковбої проти прибульців» (англ. Cowboys & Aliens), новелізація фільму «Ковбої проти прибульців»
- 2013 — «47 Ронін» (англ. 47 Ronin), новелізація фільму «47 Ронін»